# Чарльз Скрібнерз санс
Чарльз Скрібнерз санс (англ. «Charles Scribner's Sons», укр. Сини Чарлза Скрібнера) — американське книжкове видавництво зі штаб-квартирою в Нью-Йорку, засноване 1846 року Чарлзом Скрібнером I та Ісааком Бейкером. Одне з найстаріших книжкових видавництв США. Відоме тим, що свого часу в ньому були опубліковані перші твори таких письменників як Ернест Гемінґвей, Френсіс Скотт Фіцджеральд, Курт Воннегут, Марджорі Кіннан Ролінгс, Томас Вулф та інших.
З 1984 року входило до видавничої групи Macmillan.
Нині видавництво підпорядковане видавничому холдингу Simon & Schuster; з 2012 року – в складі групи Scribner Publishing Group, в яку також входить Touchstone Books.
Президентом видавництва з 2017 року є Сузан Молдов (Susan Moldow), яка вже очолювала видавництво з 1994 до 2012 року. Головною редакторкою видавництва є Нан Грем (Nan Graham).

## Історія
Видавництво «Charles Scribner's Sons» була засноване 1846 року Чарлзом Скрібнером I та Ісааком Бейкером під початковою назвою «Baker & Scribner» та займалася виданням релігійної літератури. Після смерті Бейкера, Скрібнер викупив його частку в компанії та перейменував видавництво в «Charles Scribner Company».
1865 року компанія починає свій перший венчурний проект з публікацією журнал «Hours at Home». 1870 року Скрібнер організовує нову компанію «Scribner and Company», щоб почати публікувати журнал «Scribner's Monthly». Видавництво також активно займається публікацією художньої літератури.
Після смерті Скрібнера I в 1871 році пост президента компанії займає його син Джон Блер Скрібнер. Пізніше до управління компанією приєднуються інші сини Скрібнера: Чарлз Скрібнер II в 1875 році та Артур Гоулі Скрібнер в 1884 році. Пізніше, коли інші партнери з венчурного капіталу продали свої частки братам, компанія була перейменована в «Charles Scribner's Sons».
1873 року компанія починає видавати журнал «St. Nicholas Magazine» з головною редакторкою Мері Додж, яка загалом позиціонувала цей журнал для дитячої аудиторії.
Після продажу Скрібнерами компанії «Scribner and Company» в 1881 році журнал «Scribner's Monthly» був перейменований в «Century Magazine». Після продажу було укладено контракт, за яким Скрібнери повинні були видавати журнали протягом 5 років. Після закінчення цього терміну в 1886 році компанія починає видавати свій власний журнал «Scribner's Magazine».
З 1893 року Видавничий дім розташований в нижній частині п'ятій авеню на 21-й вулиці Нью-Йорка, а пізніше в Charles Scribner's Sons Building на п'ятій авеню, в центрі міста.
1934 року було створене дитяче відділення видавництва під керівництвом Еліс Далгліш.
1978 року видавництво «Scribner» об'єдналося з видавництвом «Atheneum», а 1984 року увійшло до складу видавничого концерну Macmillan. 1994 року Macmillan був придбаний видавничим концерном Simon & Schuster.
З 2011 року видавництво належить корпорації CBS Corporation.